# かみさま日和
『かみさま日和』（かみさまびより）は、森尾正博による日本の漫画。『週刊漫画TIMES（芳文社）』にて、2010年10月8日号から2012年3月2日号まで不定期に連載された。単行本全3巻（芳文社コミックス）。
福岡県のとある神社を舞台に、巫女となったヒロインが修業に励む奮闘ぶりや、そこで巻き起こる騒動を描いた「知識ゼロからのにわか巫女奮闘記」である。物語は、神社でヒロインが巫女舞の修行をする場面から始まり、その次に巫女となった経緯へと切り替わる。
森尾にとっては『週刊漫画TIMES』での初の連載で、森尾の作品としては珍しく、お色気などのサービスシーンの要素を取り入れた場面は少ない。
各話数は連載時には全て「奉職第○○日目」と表されていた。

## ストーリー
主人公・有坂史美華はやっとの思いで再就職を果たしたものの、出社初日に転職先の会社が倒産し、同時に住む場所も失ってしまう。さらに立ち寄った喫茶店で、残りの全財産が入った財布も落としてしまい、無銭飲食寸前に。だが、そこへ現れた怪しげな男・矢部のおかげでこと無きを得る。そのまま彼に連れて行かれ、たどり着いた先は「天晴神社」と呼ばれる神社だった。史美華はその神社で巫女として働くことになる。

## 登場人物

### 主人公
有坂史美華（ありさか ふみか）
本作のヒロイン。24歳独身。父親曰く『中途半端でいい加減』な性格で、何をやっても途中でうまくいかず、物事が長続きしない。好奇心旺盛で、宮司の矢部からは子ども扱いされることもしばしば。劇中では語りも担当しているという設定である。
本来OLとして働くはずが、出勤初日から会社が倒産してしまい、残りの金も僅かな状況で喫茶店で昼食を取ったものの、今度は財布を失くしたため支払いが出来ず困っていたところを、たまたま店に居合わせていた矢部に助けられ、その代償として天晴神社で巫女として働くこととなる。神社とは正月くらいしか縁が無かったために、神道の知識はゼロ。社員寮目当てで出社当日にアパートを引き払ってしまったため、矢部の家に下宿している。
当初は戸惑いながらも、仲間達の支えや訪れる参拝客との触れ合いによって、ついには「ちょっとした有名人」と呼ばれるほど巷で噂に。そして、氏子総代の名越の推薦で正月の巫女舞に抜擢。期待に応えて奮闘を決意するも、本番前日に、事実を知った両親が神社に押しかけて来た。史美華自身は抵抗したものの、父親からの挑発に耐えかねた矢部から「いなくても困らない」と言われてショックを受け、図らずも実家へと帰ってしまう。
しかし、矢部からもらったアメ玉（矢部曰く『お守り』）の包み紙に書かれていたメッセージを見たことで、自分がみんなからまだ必要とされていることに気づき、神社へ戻ることを決意。打ち切り寸前になっていた巫女舞を無事に行い、初日の出と共に一回り成長した姿を見せた。
最終話では、復活した『天晴祭り』にて、神社の創建前から伝わる『露払いの舞（その言葉通り「晴天を願い、日の光を呼び、豊作を祈る」舞とされる。）』を舞う。

### 天晴神社（てんせいじんじゃ）
丘の上にある史美華が働くことになった就職先の神社。従業員は神主と宮大工を含んでたったの5名のみ。そこで勤めている者たちの大半はキャラの濃い者ばかりである。元は寂れた場所であったが、神主の矢部によって立て直されている。約1100年前の平安時代から健在している。
モデルとなったのは北九州市の八幡東区にある神社、天疫神社である。
矢部カツミ（やべ カツミ）
先代である父親の跡を継いだ天晴神社の神主。5月5日生まれの32歳。アゴ髭に眼鏡がチャームポイント。喫茶店で昼食を取っていた最中に会社が倒産して失職した史美華を引き取って神社の巫女として雇う。不器用で意地っ張りな性格ではあるが、帰る場所の無い史美華を自分の自宅に居候させるなど、思いやりな一面も持っている。ペットに亀の「もっきゅん」を飼っている。端午の節句に生まれたため、行事に忙しい親から誕生日を祝ってもらった経験が無く、その日が来る度にひねくれている。
かつての『天晴祭り』を復活させるのが夢だったが、戦争で文献がほとんど失われており、本人も半ば諦めていた。しかし15話で生き証人が見つかり、16話、東京の歴史博物館にて資料を発見することになる。
林田（はやしだ）
天晴神社で働いている巫女仲間の一人。愛称はリンダ。22歳。巫女長だが舞のセンスはゼロ。史美華とは上下関係なく、友達感覚で向き合っている。卒業後、何もすることがなく途方にくれていた際に宮大工の天条に一目惚れし、働いている神社を突き止め巫女となった。彼に手作り弁当を差し入れしている点から料理も上手と思われる。男勝りな一面もある。トカゲが苦手。中学時代は漫研出身で絵が上手い。
水無月シノ（みなづき シノ）
天晴神社で働いている巫女仲間の一人。17歳で高校2年生と、巫女の中では最年少。学校でもファンは多数存在するほど。常に冷静で人前で笑顔を見せる一面は少ない。一人でいる時やクラスメートと接する際以外は誰に対しても（のぞみのような小学生や仕事上後輩にあたる史美華にさえ）敬語を使っている。巫女舞は、他人に教えられるほどの技量だが、大勢の前だと緊張して固まってしまう。１年前にそれで失敗して大恥をかき、それ以来トラウマとなっている。
天条（てんじょう）
天晴神社の宮大工で矢部とは幼なじみ。呑気な性格。大工の傍ら、着ぐるみの制作も得意。彫刻家の祖父の意志を受け継ぎ、明治時代に嵐で壊れてしまった『天晴宮露払神子（てんせいぐうつゆはらいのみこ）』の石像を、22話で百何十年かぶりに復活させた。

### 天晴神社の関係者とその家族
名越（なごし）
氏子総代。矢部と天条とは2人が小学生のころからの付き合い。7話で史美華を正月に行う巫女舞の舞い手として推薦した。かなりの酒豪である。
史美華の父
名前は不明。厳格な性格で太い眉毛とメガネが特徴。史美華の就職先の会社が倒産していたことと、雑誌に娘の写真が掲載されていたことで事実を知り、史美華を連れ戻そうと妻と共に天晴神社を訪れた。史美華と矢部との絆に亀裂を生み出した張本人。一家の中では唯一、史美華が神社へ戻るのを猛反対していた。
その後も天晴神社に悪態をついていたが、最終話で「史美華に、自分と同じ失敗をして欲しくない」矢部の要望に応え、自ら天晴祭りに出向く。
史美華の母
名前は不明。連絡を出さない娘が神隠しに遭ったのではと、少々心配性すぎる一面もある。夫と共に史美華を連れ戻しに来たが、その後の娘の行動から理解したのか、結果的に自分の路を決めた娘を止めずに見送った。
最終話では一家総出で天晴祭りに足を踏み入れる。
将太（しょうた）
楽天的な史美華の弟。18～20歳くらい。バイクの免許を持っている。両親とは未だに同居している模様。独り立ちを決意した姉を天晴神社まで送り届けた。
最終話では家族そろって天晴祭りに参加する。
矢部の父
天晴神社の先代の宮司。矢部が若いころに急死した。
矢部の母
夫が5月の節日の行事で忙しく、息子の誕生日を祝ってあげられないがために、粽を作って息子に食べさせた。夫よりも先に亡くなっている。

### ゲスト
デスブラザーズ
4話、11話、16話、最終27話に登場。
リニューアルオープンされたライブハウスのこけら落としをやることとなった、ヘヴィメタルバンド。しかし芸風とは裏腹にプレッシャーに弱く、メンバー全員極度の心配性。矢部に成功祈願をしてもらったにもかかわらず立ち直れずにいたが、矢部から教えられたウンチクをそのまま吹き込んだ史美華によって自信を取り戻した。11話では素顔の状態で天晴神社に訪れ、その後16話では『マキシマムパワーズ』と名前を変えて子供番組に出演するなど波に乗っている模様。
山田ひかる
デスブラザーズのボーカル担当。既婚者。相手の親から結婚を猛反対された挙句、妻であるやす子と駆け落ち同然で結婚した。通信空手を習っており、階級は黒帯。
船木（ふなき）
4話に登場。
リニューアルオープンされたライブハウスのオーナー。
ジェイク
5話、21話に登場。
ふと天晴神社にやってきた外国人観光客。父親からもらったカメラを大切に持ち歩いており、様々な国を回ってはたくさんの美女たちを写真に収めてきた。日本や神道のことについては全く解っておらず、手水舎の水を持ち帰ろうとしたところを水無月に注意された。
7話では旅行関係の雑誌に史美華の写真を投稿したことで、彼女をちょっとした有名人にしてしまう。
上原のぞみ（うえはら のぞみ）
6話、19話に登場。
天晴神社の七五三行事に訪れた女の子でシングルマザーの娘。しっかり者でませた性格だが、わがままな一面も持っている。
伊藤（いとう）
6話、19話に登場。
結婚を前提に2年前からのぞみの母・絵利と交際している大学院生。年齢は史美華と同じ24歳。
上原絵利（うえはら えり）
6話、19話に登場。
のぞみの母親でシングルマザー。伊藤の交際相手。6話では姿だけで顔は映っておらず、伊藤と結婚する19話で初めて顔を見せた。
バイト巫女
8話、9話に登場。
年末に臨時に雇われた、林田の学生時代の後輩4人組。林田と水無月に世話を焼かせた。この内の日野という人物は彼氏にフラれたことから欠席していたが、林田から呼び出しを喰らってやってきた。
新福（しんぷく）
10話に登場。
大学の合格発表日に天晴神社にやってきた受験生。合格することにしか頭に無く、絵馬やおみくじなど色々と悪あがきをしていた。しかし、大学に入った後に目的が無いことを聞いた史美華から「落ちても困らないのでは」とさとされ、目が覚める。しかし、本人より先に発表を見に行った母親から、すでに合格していた事実を明かされた。
池本（いけもと）
10話に登場。新福の友人。
竹馬（ちくば）
10話に登場。新福の友人。他の2人とは違い、推薦で合格しているため神社には見物にやってきた。
老婆
15話、24話に登場する、長い白髪の上品な老婆。名前は不明。すでに百歳近い高齢で、かつての「天晴祭り」と「露払いの舞」を見たことのある、現在唯一の生き証人。大きな屋敷に住み裕福らしい。
かつてミュージカルの仕事をしていて、露払いの舞を、舞台の踊りに取り入れていた。その踊りと、矢部の見つけた資料を元に、露払いの舞が復元される。

### 過去編
天晴宮露払神子（てんせいぐうつゆはらいのみこ）
12話の過去編にのみ登場。
天晴神社に祭られている、土地神にして神の使い。かつて長雨を止め、凶作や土砂災害から村を守ったために神格化され、その名で呼ばれる。
今から千百年以上前の平安時代、純白の、人間大のイタチの姿で、今の天晴神社一帯に住み着いていたという。
しかし当時の村人たちは、神の使いであることに気付かず、彼女が美しい姫の姿を見せるまで、ハクテンと呼んでもののけ扱いしていた。
姫の姿で舞い、雨を止めた時、人々は初めてその正体に気付くが、それ以降、二度と姿を見せなかった。村人たちは、村を救った彼女を忘れぬため、石碑を立て祠を作ったという。
この時の出来事ゆえに、後に神として奉られることになった。天晴神社も天晴祭りも露払いの舞も、そのために出来たものである。なお姫の時の顔は、なぜか史美華に似ている。
五平（ごへい）
過去編の主人公で、行動的な若者。容姿は矢部によく似ている。
シノ
過去編で登場する村の巫女。村が長雨に見舞われた時、三日三晩不眠不休で祈祷を続けたが、雨を止めることは出来なかった。水無月シノを大人びさせたような容姿の持ち主。
天晴神社に伝わる「露払いの舞」の、初代舞い手でもある。

## 備考
- 不定期に集中連続掲載を実施している。
  - 第1回目は、初連載となる2010年9月24日発売の10月8日号から10月15日発売の10月29日号までの4週。
  - 第2回目は、年末年始にちなんで2010年12月24日発売の1月7・14日号から翌2011年1月14日発売の1月28日号までの3週[13]。

## 書誌情報
1巻につき初回特典としてオリジナルイラストカードが導入されている。
- 森尾正博 『かみさま日和』 芳文社 〈芳文社コミックス〉、全3巻
  1. 2011年4月16日発売 ISBN 978-4-8322-3243-3
  2. 2011年12月15日発売 ISBN 978-4-8322-3277-8
  3. 2012年5月16日発売 ISBN 978-4-8322-3298-3

### あとがき おまけ4コマ劇場
- 本編終了後に掲載されている4コマ漫画のコーナー。2話ずつの収録。